# Peer Lindemann
Peer Lindemann (* 19. November 2001) ist ein deutscher Volleyballspieler.

## Karriere
Lindemann spielte von 2019 bis 2021 beim Volleyball-Internat Frankfurt. Mit dem Nachwuchsteam spielte er zunächst in der Zweiten Liga Süd und danach in der Nordstaffel. 2021 wurde er vom Ligakonkurrenten VC Bitterfeld-Wolfen verpflichtet. In der Saison 2022/23 schaffte der Verein als Tabellendritten den Aufstieg in die erste Liga. Im DVV-Pokal 2023/24 unterlag Bitterfeld-Wolfen im Viertelfinale gegen die SVG Lüneburg. In der Bundesliga erreichte der Verein als Tabellensiebter die Playoffs.